# Stichting Reprorecht
Stichting Reprorecht is een Nederlandse collectieve beheersorganisatie, opgericht in 1974 en sinds 1985 belast met de uitvoering van de Reprorechtregeling. Stichting Reprorecht int auteursrechtenvergoedingen voor het (digitaal) kopiëren van informatie uit boeken, tijdschriften, kranten en digitale versies daarvan. Deze vergoedingen worden jaarlijks via verdeelorganisaties verdeeld onder de makers en uitgevers van die publicaties.

## Het reprorecht en de Auteurswet
Volgens de Auteurswet is het fotokopiëren (kopie met het kopieerapparaat) en op andere manieren reproduceren van auteursrechtelijk beschermde werken (boeken, kranten en tijdschriften) verboden, tenzij toestemming is gegeven door de rechthebbende (schrijver of uitgeverij). Middels art.16h van de Auteurswet is dit omgedraaid toegestaan voor fotokopiëren (met enige beperkingen op bijvoorbeeld de hoeveelheid) als de makers en uitgevers van deze werken hiervoor een billijke vergoeding ontvangen. De Minister van Justitie heeft in 1985 Stichting Reprorecht aangewezen om de reprorechtvergoeding voor analoge hergebruiksrechten bij (semi)overheidsinstellingen te innen en te verdelen onder de rechthebbende uitgevers en auteurs. Sinds 2003 is de Reprorechtregeling voor analoge hergebruiksrechten ook van toepassing op het bedrijfsleven. Sinds 2013 hebben vertegenwoordigende organisaties van makers en uitgevers Stichting Reprorecht aangewezen om de toestemming voor digitaal hergebruik (onder meer scannen, e-mailen, opslaan) namens hen te verlenen als onderdeel van de reprorechtregeling.

## De reprorechtregeling
Volgens de bepalingen in de Auteurswet zouden bedrijven, organisaties, overheids- en onderwijsinstellingen vooraf toestemming moeten vragen aan de rechthebbende maker en uitgever voor het maken van iedere kopie, scan, mail etc. van een boek, krant, tijdschrift of digitale versie daarvan. Daarbij zouden ook steeds opnieuw afspraken gemaakt moeten worden over het betalen van een vergoeding voor dit hergebruik. Dat is voor zowel de organisaties en instellingen als de makers en uitgevers ondoenlijk veel werk. Daarom is Stichting Reprorecht het loket dat de inning en de verdeling van de vergoedingen verzorgt. Stichting Reprorecht stuurt jaarlijks een factuur voor de reprorechtregeling aan bedrijven en andere organisaties, overheids- en onderwijsinstellingen. Daarmee betalen zij in één keer de jaarlijkse vergoeding en hebben zij voor dat jaar toestemming van de makers en uitgevers voor (digitaal) hergebruik dat onder de regeling valt.

## De verdeling
Stichting Reprorecht verdeelt de vergoedingen jaarlijks via verdeelorganisaties onder de makers en uitgevers van de publicaties. Freelance tekstauteurs en vertalers ontvangen hun vergoeding via Stichting Lira, uitgevers via Stichting PRO, beeldmakers via Stichting Pictoright en makers en uitgevers van bladmuziek via Stichting FEMU.